# 한병준
한병준(1980년 ~ )은 대한민국의 희극 배우이다.
1992년생으로 나이 속이다가 개그맨 김건영 방송에서 한 트위치 시청자가 김건영님이 형이라고 하길래 대체 몇살이시길래 해서 실제 나이 밝혀짐. 어차피 밝혀진거 수정됨. 영원히 92년생으로 살고 싶은 한병준님 

## 학력
- 동아방송대학 게임제작

## 출연작

### 방송
- 웃찾사 (SBS)
  - 당연한 얘기 (2010)
  - 재밌게 사는 법 (2012.09.22)
  - 이러고 싶다 (2013.04.14 ~ 2013.06.09)
  - 인력사무소 (2013.11.22)
  - 들은게 있어서 그래 (2014.04.04 ~ 2014.04.11)
  - 다이나믹 트리오 (2014.08.01 ~ 2014.09.19)
  - 데자뷰 (2014.10.10 ~ 2014.12.28)
  - 몰아주기 (2015.01.16 ~ 2015.02.20)
  - 환경이 열악해 (2015.05.17)
  - 췌행 (2016.01.17)
  - 꿈에 (2016.05.06 ~ 2016.07.08)
  - 너의 이름은 (2017.03.22 ~ 2017.04.12)
- 개그투나잇 (SBS)
  - 기억나니? (2011.12.03 ~ 2012.03.03)
  - 서커스 매직 유랑단 (2012.09.15 ~ 2012.12.22)
  - 이러고 싶다 (2013.03.02 ~ 2013.04.06)